# Tripyla cornuta
Tripyla cornuta is een rondwormensoort uit de familie van de Tripylidae. De wetenschappelijke naam van de soort is voor het eerst geldig gepubliceerd in 1921 door Skwarra.